# El espejismo brillaba
El espejismo brillaba é uma telenovela mexicana, produzida pela Televisa e exibida em 1966 pelo Telesistema Mexicano.

## Elenco
- Ofelia Guilmáin
- José Gálvez
- Rafael Llamas
- María Douglas